# 布朗温·诺克斯
布朗温·诺克斯（英語：Bronwen Knox，1986年4月16日—），出生於昆士蘭州首府布里斯班，澳大利亞女子水球运动员，亦為澳大利亞國家女子水球隊成員，司職中鋒。

## 簡歷
2006年，诺克斯出戰中國天津舉行的女子水球世界盃，協助國家隊奪得冠軍。
2008年，诺克斯代表澳大利亞參加北京奥运会女子水球比賽，贏得銅牌。
2012年，诺克斯代表澳大利亞參加英國倫敦舉行的奥林匹克运动会女子水球比賽，再次在铜牌争夺赛中力克匈牙利队，贏得銅牌。

## 個人生活
布朗温·诺克斯曾到美國的Hartwick College就讀，其後在布里斯班內的格里菲斯大學攻讀生物醫學學位。她也獲取过水球獎學金。在泳池以外，诺克斯目前在布里斯班的澳洲紅十字會任職實驗室助理。